# Francis Sowerby Macaulay
Francis Sowerby Macaulay (Witney, 11 de febrero de 1862-Cambridge, 9 de febrero de 1937) fue un matemático inglés, quien contribuyó, de forma significativa, a la geometría algebraica. Es conocido por su libro de 1916 "La Teoría Algebraica de los Sistemas Modulares" (The Algebraic Theory of Modular Systems) (un término antiguo para ideal), que tuvo una gran influencia en el desarrollo del álgebra conmutativa.
Los Anillos de Cohen-Macaulay, la Dualidad de Macauly, el Resultante de Macauly y los sistemas de álgebra computacional Macauly y Macaluy2 fueron nombrados en su honor.
Macauly estudió en la Escuela Kingswood y se graduó con distinción del Saint John's College en Cambridge. Fue profesor de algunos de los matemáticos más destacados en St Paul's School en Londres; entre los cuales estuvieron John Littlewood y George Watson.
En 1928 fue elegido Miembro de la Royal Society

## Publicaciones
- MacAulay, F. S. (1902), «Some Formulæ in Elimination», Proc. London Math. Soc. 35: 3-27, doi:10.1112/plms/s1-35.1.3.
- Macaulay, Francis Sowerby (1916), The Algebraic Theory of Modular Systems, The Cornell Library of Historical Mathematical Monographs, Cambridge University Press, ISBN 978-1275570412.